# Gare de Lapeyrouse
Gare de Lapeyrouse – stacja kolejowa w Lapeyrouse, w departamencie Puy-de-Dôme, w regionie Owernia-Rodan-Alpy, we Francji. Jest zarządzany przez SNCF (budynek dworca) i przez RFF (infrastruktura).
Stacja jest obsługiwany przez pociągi TER Auvergne.

## Położenie
Znajduje się na linii Commentry – Gannat, w km 358,815, pomiędzy stacjami Commentry i Louroux-de-Bouble, na wysokości 240 m n.p.m.

## Linie kolejowe
- Commentry – Gannat
- Lapeyrouse – Volvic